# 醫療接駁車
醫療接駁車是主要提供病患接駁的車輛。不需搭乘費用。一般民眾也可乘坐。屬公益公共政策。

## 概要
由當地區公所、醫院提供定點定時的班次，方便就醫。

## 特色
和部分公車路線重疊，唯班次固定、座位較少，不允許站位。

## 路權
和一般公車，捷運大眾運輸無異。並擁有事故保險。唯路線須申請。由於不用費用，可能會遭遇縮減班次或裁撤路線等問題。